# Xylophanes boerhaviae
Xylophanes boerhaviae är en fjärilsart som beskrevs av Fabricius 1781. Xylophanes boerhaviae ingår i släktet Xylophanes och familjen svärmare. Inga underarter finns listade i Catalogue of Life.